# Nguyễn Văn Chia
Nguyễn Văn Chia (10 tháng 5 năm 1942 – 2010) là một cựu tướng lĩnh Quân đội nhân dân Việt Nam, hàm Trung tướng, nguyên Tư lệnh Quân khu 7, đại biểu Quốc hội Việt Nam khóa X, thuộc đoàn đại biểu Tây Ninh, Ủy viên Ủy ban Quốc phòng và An ninh của Quốc hội.

## Tiểu sử
Nguyễn Văn Chia có biệt danh là "Ba Chia", sinh ngày 10 tháng 5 năm 1942 tại xã Phước Hiệp, huyện Củ Chi, Thành phố Hồ Chí Minh. Tháng 5 năm 1961, ông nhập ngũ và bắt đầu phục vụ trong Sư đoàn bộ binh 9 – một trong những đơn vị chủ lực đầu tiên của Quân giải phóng miền Nam Việt Nam. Ông từng tham gia Sự kiện Tết Mậu Thân năm 1968 với cương vị Chính trị viên phó của Tiểu đoàn. Sau khi được cử đi học tại Trường Trung cao cấp Quân sự Miền, ông trở về đơn vị cũ đảm nhiệm Trung đoàn trưởng Trung đoàn 1 (hay còn gọi là Đoàn Bình Dã), chỉ huy trung đoàn tham gia Chiến dịch Mùa Xuân 1975 và Chiến dịch Hồ Chí Minh. Sau khi học xong tại Học viện Quân sự cấp cao, ông đảm nhiệm Sư đoàn trưởng Sư đoàn 9 và tiếp tục chỉ huy Sư đoàn tham gia Chiến tranh biên giới Tây Nam và chiến đấu tại Campuchia.
Năm 1989, quân tình nguyện Việt Nam về nước, Nguyễn Văn Chia lúc này là Phó Tư lệnh Quân đoàn 4 được bổ nhiệm giữ chức vụ Chỉ huy trưởng Bộ Chỉ huy quân sự tỉnh biên giới Tây Ninh. Một năm sau, ông được thăng quân hàm Thiếu tướng. Năm 2002, trong thời gian đảm nhiệm Phó Tư lệnh – Tham mưu trưởng Quân khu 7, ông trúng cử đại biểu Quốc hội Việt Nam khóa X. Đến tháng 7 cùng năm, ông được bổ nhiệm làm Tư lệnh Quân khu 7. Năm 2003, ông được thăng hàm Trung tướng. Ông qua đời vào năm 2010 khi dự định viết một cuốn hồi ký về cuộc đời mình vẫn chưa hoàn thành.

## Lịch sử thụ phong quân hàm
| Cấp bậc | Thiếu tướng | Trung tướng |  |  |  |  |  |  |  |  |  |
|         |             |             |  |  |  |  |  |  |  |  |  |

## Gia đình
Vợ Nguyễn Văn Chia là một y tá; cả hai kết hôn vào năm 1975 và có vài người con, trong đó có một con trai là Trung tá Nguyễn Thành Chung, Chỉ huy trưởng – Tham mưu trưởng Ban Chỉ huy quân sự quận 8.